# Ясайтис, Симас
Симас Ясайтис (лит. Simas Jasaitis; род. 26 марта 1982 года в Вильнюсе, Литовской ССР, СССР) — литовский профессиональный баскетболист, игравший на позиции лёгкого форварда.

## Карьера

### Клубная
Дебютировал в профессиональном баскетболе в сезоне 2000-01 в литовском клубе «Сакалай». Осенью 2001 года перешёл в «Летувос Ритас», в котором отыграл пять сезонов. В дебютном сезоне за новую команду набирал в среднем 8 очков за матч и совершал 3,6 подбора. Затем выступал за различные европейские клубы. 31 декабря 2010 года Ясайтис вернулся в «Летувос Ритас». В июле 2011 года подписал контракт сроком на один год с турецким «Тюрк Телеком». В 2015 году снова играл за «Летувос Ритас».

### Международная
Дебютировал за первую сборную на Евробаскете 2005 года, где его команда заняла пятое место. Бронзовый медалист чемпионата Европы 2007 года и чемпионата мира 2010 года.

## Достижения
- Чемпион Литвы : 2002, 2006
- Чемпион Балтийской лиги : 2006
- Обладатель Кубка УЛЕБ : 2005
- Бронзовый медалист чемпионата Европы по баскетболу : 2007
- Чемпион Испании : 2008
- Бронзовый медалист чемпионата мира по баскетболу : 2010
- Обладатель Еврокубка: 2013